# Vefsns kommun
Vefsns kommun (norska: Vefsn kommune, sydsamiska: Vaapsten tjielte), på danska och svenska även stavat Vefsen, är en kommun i landskapet Helgeland i Nordland fylke i norra Norge. Kommunen gränsar i nordväst mot Leirfjords kommun, i norr och öster mot Hemnes kommun, i sydöst mot Hattfjelldals kommun, i söder mot Grane kommun samt i väster mot Brønnøy, Vevelstads och Alstahaugs kommuner.
De flesta invånarna bor i centralorten Mosjøen. De viktigaste näringarna är handel, industri och lantbruk.

## Historia

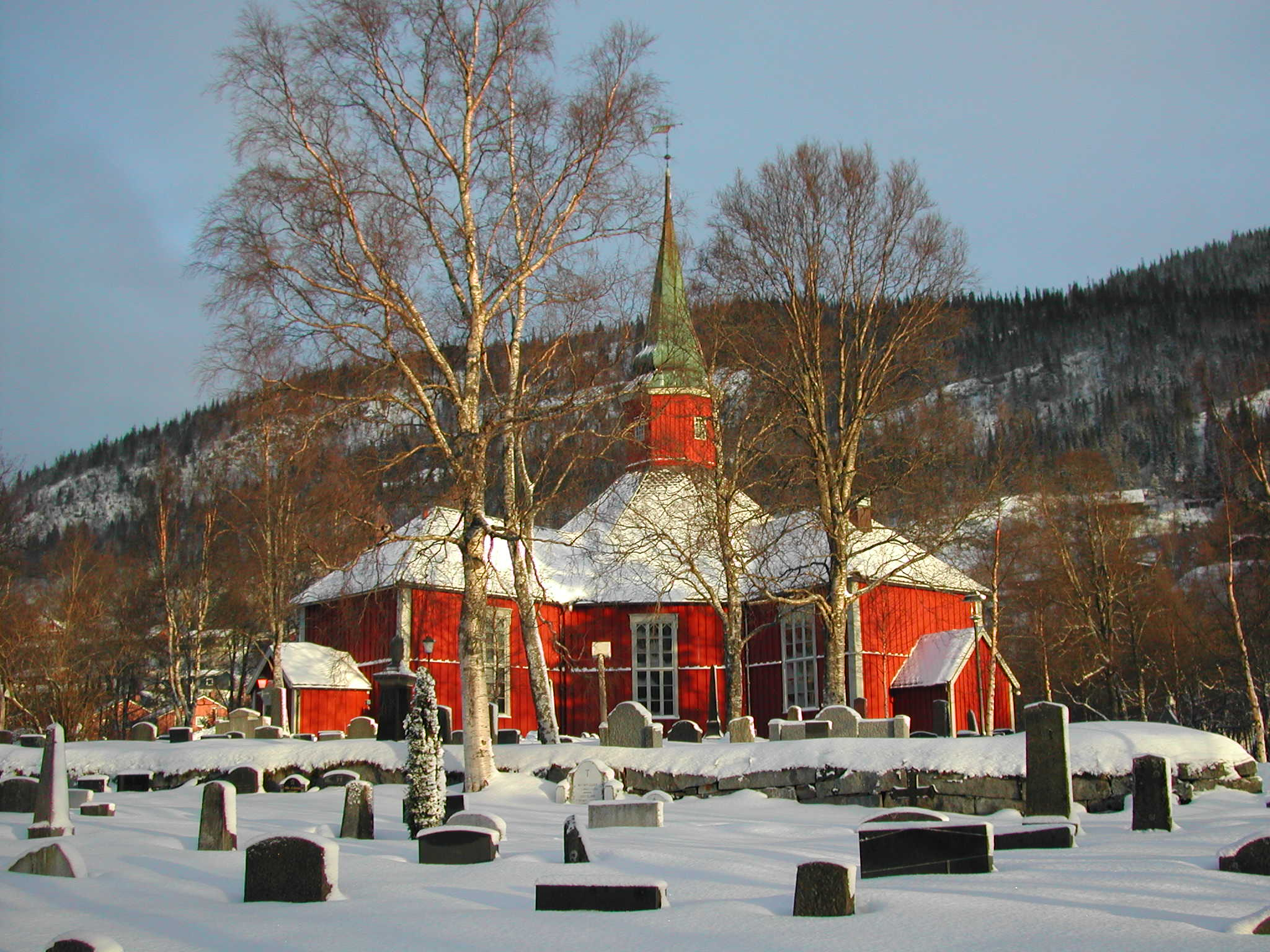
Dolstads kyrka.

Den första bosättningen i Vefsn (Vefsen) kan spåras bak till stenåldern. Bland annat är Norges äldsta skida funnen i Drevja. Dolstad har varit kyrkoplats sedan 1100-talet där den första kyrkan tillägnades Ärkeängeln Mikael. Sedan medeltiden var Vefsn en fjerding (fjärdedel av kommun) under Alstahaugsysla. Den nuvarande Dolstad kyrka byggdes 1735 och Vefsn blev ett eget prästsäte år 1767.
Vid årsskiftet 1866/1867 upprättades ett engelskägt sågverk på Halsøya, som tog stora timmermängder från distriktet. sågverket representerade den första industrialiseringen i kommunen. Undantaget av de stora timmermängder gjorde också att båtbyggning blev en viktig näringsgren i kommunen. Man byggde segelbåtar mellan 1903 och 1921 vid Skandfers baadbyggeri vid Kulstadssjön.
Under andra världskriget var det ett tyskt krigsfångläger i Drevja. Huvudsakligen satt ryssar fångade i lägren. Dessutom arbetade jugoslaviska krigsfångar på "Blodveien" över Korgfjellet. Den andra vågen av industrietablering kom efter andra världskriget, med etablering av Nordnorges Salgslag år 1945 och aluminiumverket Mosal, idag Elkem Aluminium och Mosjøen Veveri på 1950-talet. Tidigare pågick det stora vattenkraftsutbyggnader i distriktet. 
Nordlandsbanan öppnades fram till Mosjøen sommaren 1940, medan vägförbindelsen till Sandnessjøen öppnades på 1960-talet. Före den tiden fanns det sjöbussförbindelse mellan de två städerna. Kommunen fick en egen kortbansflygplats år 1988.

### Administrativ historik
Norges kommuner inrättades år 1837 som en följd av de nya ordförarskapslagarna (norska: formannskapslovene) och Vefsns kommun omfattade då också det som idag är Hattefjelldals och Grane kommuner. Dessa blev utskilda till egna kommuner år 1862 respektive 1927. Tätorten Mosjøen växte gradvis fram som centrum i regionen och fick därför större rättigheter år 1874 och var en egen stadskommun mellan 1875 och 1961. Kommunen bildades i sin nuvarande form 1962 genom en sammanslagning med Mosjøens, Drevja och Elsfjords kommuner.

## Kommunvapen
Blasonering: På svart bunn en sølv hane.
(I svart fält en tupp av silver.)
Kommunvapnet godkändes ursprungligen som kommunvapen för dåvarande Mosjøens kommun genom kunglig resolution den 25 mars 1960. Efter att Mosjøen gått upp i Vefsn 1962 godkändes samma kommunvapen för den nya storkommunen genom kunglig resolution den 13 september 1974. Den frodiga tuppen står för vaksamhet och kämpaglöd.

## Geografi
Kommunen har fått sitt namn efter floden Vefsna som rinner genom kommunen och ut i Vefsnfjorden. Två andra stora vattendrag är Fusta och Drevja i den norra delen av kommunen. Stora delar av kommunen består av skog och bergsområden. Det högsta berget är Brurskanken på sina 1 447 meter över havet, medan Fustvatnet är den största sjön. Lite söder om Mosjøen finns kalkstensgrottan Øyfjellgrotta. På sydsidan av Vefsnfjorden ligger orterna Vikdalen, Hundåla och Husvika.

## Kultur
Vefsns kommun har ett rikt kulturliv, speciellt inom konsthandverk och musik. Folkmusikerna i Vefsn-ensemblen samt elever på musiklinjen i gymnasiet är viktiga pådrivare inom musiklivet. Kompositören David Monrad Johansen är född och uppväxt i Mosjøen. Varje år i september månad arrangeras också Tiendebytte, som är ett traditionellt handels- och kulturarrangemang. Kippermocupen, som är en stor helgturnering i fotboll för barn och unga arrangeras också årligen. Kommunen deltog i Skulpturlandskap Nordland med skulpturen "Tre Éldar" av den isländska konstnären Hulda Hákon.

## Tätorter
I Vefsns kommun finns en tätort:
- Mosjøen (centralort)

## Socknar
Inom Norska kyrkan är Vefsns kommun indelad i tre socknar:
- Dolstads socken
- Drevja socken
- Elsfjords socken

Socknarna ingår i Indre Helgelands prosteri i Sør-Hålogalands stift.